# Элеонора Мария Ангальт-Бернбургская
Элеоно́ра Мари́я А́нгальт-Бе́рнбургская (нем. Eleonore Marie von Anhalt-Bernburg; 7 августа 1600, Амберг, княжество Ангальт-Бернбург — 17 июля 1657, Стрелиц, герцогство Мекленбург-Гюстров) — принцесса из дома Асканиев, дочь Кристиана I, князя Ангальт-Бернбурга; в замужестве — герцогиня Мекленбургская с 1628 по 1631 год и герцогиня Мекленбург-Гюстровская с 1631 по 1636 год.
По завещанию покойного мужа стала регентом при несовершеннолетнем сыне, но была отстранена от правления деверем. После длительного спора, несмотря на поддержку императора, отказалась от прав на регентство.
Исповедовала кальвинизм. Она была одной из основательниц и второй руководительницей «Академии верных» (нем. Académie des Loyales), женской ветви Плодоносного общества.

## Биография

### Ранние годы
Элеонора Мария родилась в городе Амберг 6 августа 1600 года. Она была четвёртым ребёнком и второй дочерью в многодетной семье Кристиана I, князя Ангальта с 1586 по 1603 год и Ангальт-Бернбурга с 1603 по 1630 год и графини Анны фон Бентгейм-Текленбург. По линии отца принцесса приходилась внучкой Иоахиму Эрнсту, князю Ангальта и графине Агнессе фон Барби-Мюлинген, по линии материи — Арнольду II и IV, графу Бентгейма, Текленбурга и Штейнфурта и графине Магдалене фон Нойенар-Альпен, графине Лимбурга.
Отец принцессы исповедовал кальвинизм и находился под сильным влиянием французской культуры. Элеонора Мария получила блестящее образование. Она владела несколькими европейскими языками, хорошо разбиралась в теологии, играла на музыкальных инструментах и неплохо пела. Под псевдонимом «Стойкая» (нем. Beständige) была одной из основательниц и второй руководительницей «Академии верных», женской ветви Плодоносного общества, оказавшего значительное влияние на развитие барочной литературы на немецком языке.

### Брак и потомство
В городе Гюстров 7 мая 1626 года Элеонора Мария, принцесса Ангальт-Бернбургская сочеталась браком с Иоганном Альбрехтом II (5.05.1590 — 23.04.1636), герцогом Мекленбурга. Для герцога это был третий брак. Позднее, вслед за мужем, герцогиня получила титул герцогини Мекленбург-Гюстрова. В их браке родились пятеро детей, трое из которых умерли до совершеннолетия:
- Анна София (29.9.1628 — 10.2.1669), принцесса Мекленбург-Гюстровская, 18 мая 1649 года сочеталась браком с Людвиком IV (19.04.1616 — 24.11.1663), герцогом Легницы из Силезской ветви дома Пястов;
- Иоганн Кристиан  (2.11.1629 — 30.12.1631), принц Мекленбург-Гюстровский, умер в младенческом возрасте;
- Элеонора (24.11.1630 — 12.9.1631), принцесса Мекленбург-Гюстровская, умерла в младенческом возрасте;
- Густав Адольф (26.2.1633 — 6.10.1695), герцог Мекленбург-Гюстрова, 25 декабря 1654 года сочетался браком с Магдаленой Сибиллой (24.11.1631 — 22.9.1719), принцессой Шлезвиг-Гольштейн-Готторпской из Гольштейн-Готторпской ветви Ольденбургского дома;
- Луиза (20.5.1635 — 6.1.1648), принцесса Мекленбург-Гюстровская, умерла в отроческом возрасте[7][8].

### Вдовство и смерть
После смерти мужа 23 апреля 1636 года, согласно его завещанию, Элеонора Мария стала регентом при несовершеннолетнем сыне, принце Густаве Адольфе. Иоганн Альбрехт II хотел, чтобы его наследник был воспитан в кальвинистском исповедании. Но младший брат покойного герцога, Адольф Фридрих I, герцог Мекленбург-Шверина провозгласил себя регентом при несовершеннолетнем племяннике, чтобы воспитать его в лютеранском исповедании. Это стало причиной ожесточенного спора между вдовствующей герцогиней и деверем. 4 мая 1636 года местное дворянство признало регентом герцога Адольфа Фридриха. Он объявил недействительным завещание покойного брата.
Им также были приняты меры против реформатской церкви в Мекленбург-Гюстрове. Никто из подданных герцогства не смел принимать участие в кальвинистстких службах, которые проходили в частном порядке в доме вдовствующей герцогини. 17 января 1637 года он запретил ей видеться с сыном, которого поселил вместе со своими детьми в Бютцове.
Элеонора Мария апеллировала к императору Фердинанду III, который поддержал её право на регентство, и к Кристине, королеве Швеции, в честь отца которой был назван сын вдовствующей герцогини. Однако, все её усилия оказались бесплодными. В 1645 году она отказалась от своих прав на регентство и переехала в Стрелиц, которой принадлежал ей, как вдове. Элеонора Мария умерла двенадцать лет спустя, 17 июля 1657 года, в Стрелице и была похоронена в Гюстовском соборе.